# Bernd Röttger
Bernd Röttger (* August 1950) ist ein Journalist und ehemaliger hessischer Kommunalpolitiker der CDU. Er wohnt in Hünstetten-Beuerbach.

## Werdegang
Nach der Kommunalwahl in Hessen 1997 wurde Röttger Vorsitzender der CDU-Fraktion im Kreistag des Rheingau-Taunus-Kreises und wurde am 28. Februar 1999 im ersten Wahlgang mit 53,0 % der Wählerstimmen für sechs Jahre als Nachfolger von Klaus Frietsch zum Landrat gewählt. Er trat sein Amt am 5. Juli 1999 an. Aufgrund umstrittener Entscheidungen, etwa zur Privatisierung der damaligen Kreiskrankenhäuser Bad Schwalbach und Idstein und wegen seiner Amtsführung, die ihm einen Ruf als Rambo einbrachte, scheiterte er bei der Wiederwahl 2005 gegen seinen Herausforderer und Stellvertreter, den Ersten Kreisbeigeordneten Burkhard Albers (SPD); er erreichte in der Stichwahl am 6. März 2005 nur noch 42,6 % der Stimmen.